# Reiner Knizia
Reiner Knizia (Illertissen, 16 novembre 1957) è un autore di giochi tedesco. È uno degli autori di giochi più prolifici: dagli anni 1990 ha pubblicato più di 600 giochi. Molti dei suoi giochi hanno vinto premi, tra cui, il Deutscher Spiele Preis per quattro volte, lo Spiel der Spiele per tre volte. Nel 2008 ha vinto sia il premio Spiel des Jahres che il premio Kinderspiel des Jahres.

## Biografia
Knizia ha studiato fisica e matematica all'Università di Ulma, dove si è laureato, ha poi conseguito un master in scienze presso l'Università di Syracuse negli Stati Uniti.
Knizia è stato project manager nell'ambito dello sviluppo software, poi vice direttore del dipartimento di tecnologia dell'informazione e direttore del dipartimento per la pianificazione aziendale di una grande banca tedesca. Dal 1993 si trasferisce in Inghilterra dove è analista presso una banca internazionale. A ciò hanno fatto seguito incarichi di insegnamento per la gestione di progetti e tecniche di gestione in diverse università e istituti.
Diventa autore di giochi a tempo pieno, quando nel 1997 decide di lasciare il lavoro e dedicarsi esclusivamente alla creazione di giochi.
Rimane in Inghilterra fino al 2017, quando ritorna a vivere in Germania.

## La carriera da autore di giochi
Sono del 1990 i primi giochi di Knizia pubblicati: Digging con Hexagames e Goldrausch con Hans im Glück, che raggiunge il 5º posto al premio Deutscher Spiele Preis.
È un autore di giochi a tempo pieno dal 1997, ma a quell'epoca aveva già pubblicato circa 80 giochi. Tra il 1999 e il 2001 Knizia è stato anche presidente della associazione di categoria di designer di giochi, la Spiele-Autoren-Zunft e.V. (SAZ).

## Caratteristiche dei giochi
Buona parte dei giochi realizzati da Knizia si basa su meccaniche astratte, spesso in buona parte o totalmente scollegate dal tema o ambientazione principale. Spesso inoltre viene implementata la meccanica dell'asta, su cui sono si basano giochi come Medici, Modern Art, Amun-Re e Ra.

## Ludografia parziale
Alcuni dei giochi realizzati da Knizia:
- 1992 - Modern Art
- 1995 - Medici
- 1997 - Tigri & Eufrate
- 1998 - Through the Desert (Nel Deserto)
- 1998 - Samurai
- 1999 - Ra
- 1999 - Le Città Perdute
- 2000 - Il Signore degli Anelli
- 2000 - Battle Line
- 2000 - Taj Mahal
- 2003 - Amun-Re
- 2004 - Blue Moon
- 2004 - Geniale!
- 2006 - Blue Moon City
- 2008 - Keltis
- 2009 - Ramses Pyramid
- 2011 - Ramses Return
- 2012 - Qin
- 2015 - Mmm!
- 2017 - The Legendary El Dorado
- 2018 - The Quest for El Dorado: Heroes & Hexes
- 2018 - Blue Lagoon
- 2019 - Chartae
- 2019 - L.A.M.A.
- 2019 - Tajuto
- 2019 - The Quest for El Dorado: The Golden Temples
- 2020 - My City
- 2023 - "Sunrise Lane"

## Premi
Knizia è uno degli autori di giochi più premiati al mondo, si è infatti aggiudicato più volte alcuni dei più importanti premi assegnati ai giochi da tavolo nel mondo.
Tra i vari premi vinti i più importanti sono:
- Spiel des Jahres
  - 2004 - Geniale!: gioco nominato;
  - 2006 - Blue Moon City: gioco nominato;
  - 2008 - Keltis: Gioco dell'anno;
  - 2009 - FITS: gioco nominato;
  - 2017 - The Legendary El Dorado: gioco nominato;
  - 2019 - L.A.M.A.: gioco nominato;
  - 2020 - My City: gioco nominato;
- Deutscher Spiele Preis
  - 1990 - Goldrausch: 5º classificato;
  - 1992 - Quo Vadis: 3º classificato;
  - 1993 
    - Modern Art: 1º classificato;
    - Tutanchamun: 2º classificato;

  - 1994 - Auf Heller und Pfennig (Kingdoms): 7º classificato;
  - 1995
    - Medici: 5º classificato;
    - High Society: 10º classificato;

  - 1998
    - Tigri & Eufrate: 1º classificato;
    - Through the Desert: 4º classificato;

  - 1999
    - Ra: 2º classificato;
    - Samurai: 4º classificato;

  - 2000 - Taj Mahal: 1º classificato;
  - 2003 - Amun-Re: 1º classificato;
  - 2004 - Geniale!: 5º classificato;
  - 2006 - Blue Moon City: 4º classificato;
  - 2008 - Keltis: 8º classificato;
- International Gamers Award
  - 2000 - Le Città Perdute: miglior gioco di strategia per due;
  - 2003 - Il Signore degli Anelli: la Sfida: miglior gioco di strategia per due;
  - 2021 - My City: miglior gioco di strategia per due[5];
- Kinderspiel des Jahres
  - 2008 -  Wer war's?
- Deutscher Kinderspiele Preis
  - 2008 -  Wer war's?
- Gioco dell'Anno
  - 2019 - The Legendary El Dorado
  - 2021 - My City[6]
- Premio À la Carte
  - 1991 - Res Publica: gioco vincitore;
  - 1992 - Pirat: gioco vincitore;
  - 1993
    - Attacke: 2º classificato;
    - En Garde: 3º classificato;

  - 1995 - High Society: 3º classificato;
  - 2019 - L.A.M.A.: 2º classificato;
- Spiel der Spiele
  - 2003 - King Arthur: gioco vincitore;
  - 2004 - Geniale!: gioco vincitore;
  - 2006 - Tibet: gioco vincitore;
  - 2009 - Ramses Pyramid: gioco vincitore;
  - 2015 - Mmm!: gioco vincitore;